# Der Berliner
Der Berliner war das Nachrichtenblatt der Britischen Militärbehörde in Berlin von 1945 bis 1946. 

## Geschichte
Am 2. August 1945 erschien die erste Ausgabe des Berliners. Es war die erste Zeitung in den westlichen Sektoren von Berlin, nach der Täglichen Rundschau und der Berliner Zeitung im sowjetischen Bereich. Die Zeitung erschien dreimal wöchentlich, dienstags, donnerstags und samstags, und berichtete über internationale und lokale Ereignisse. Geschäftsführer war Arno Scholz, der Mitbegründer der SPD in Wilmersdorf. Seit dem 8. August gab es dazu die Allgemeine Zeitung  der amerikanischen Militärbehörden.
Am 30. April 1946 erschien die letzte Ausgabe des Berliners. Arno Scholz übernahm Verlag und Druckerei für den von ihm neu gegründeten Telegraf.